# حسين عواضة
حسين عواضة هو لاعب كرة قدم لبناني في مركز الهجوم، ولد في 22 مارس 1990 في بعلبك في لبنان. لعب مع نادي الأنصار.

## وصلات خارجية
- حسين عواضة على موقع قاعدة بيانات كرة القدم.إي يو (الإنجليزية)
- حسين عواضة على موقع ناشيونال فوتبول تيمز (الإنجليزية)
- حسين عواضة على موقع Soccerway.com (الإنجليزية)
- حسين عواضة على موقع كووورة